# Richard Outrata
Richard Outrata (27. června 1931, Velké Hostěrádky – 28. června 2019) byl slovenský ekonom českého původu.
Působil mj. ve Slovenské akademii věd a na Ekonomické univerzitě v Bratislavě.